# Nœud de traverse
Le nœud de traverse est un simple nœud d'accroche utilisé pour fixer deux objets linéaires, tels que des bâtons, à angle droit l'un par rapport à l'autre.